# Centro de Vela Internacional de Qingdao

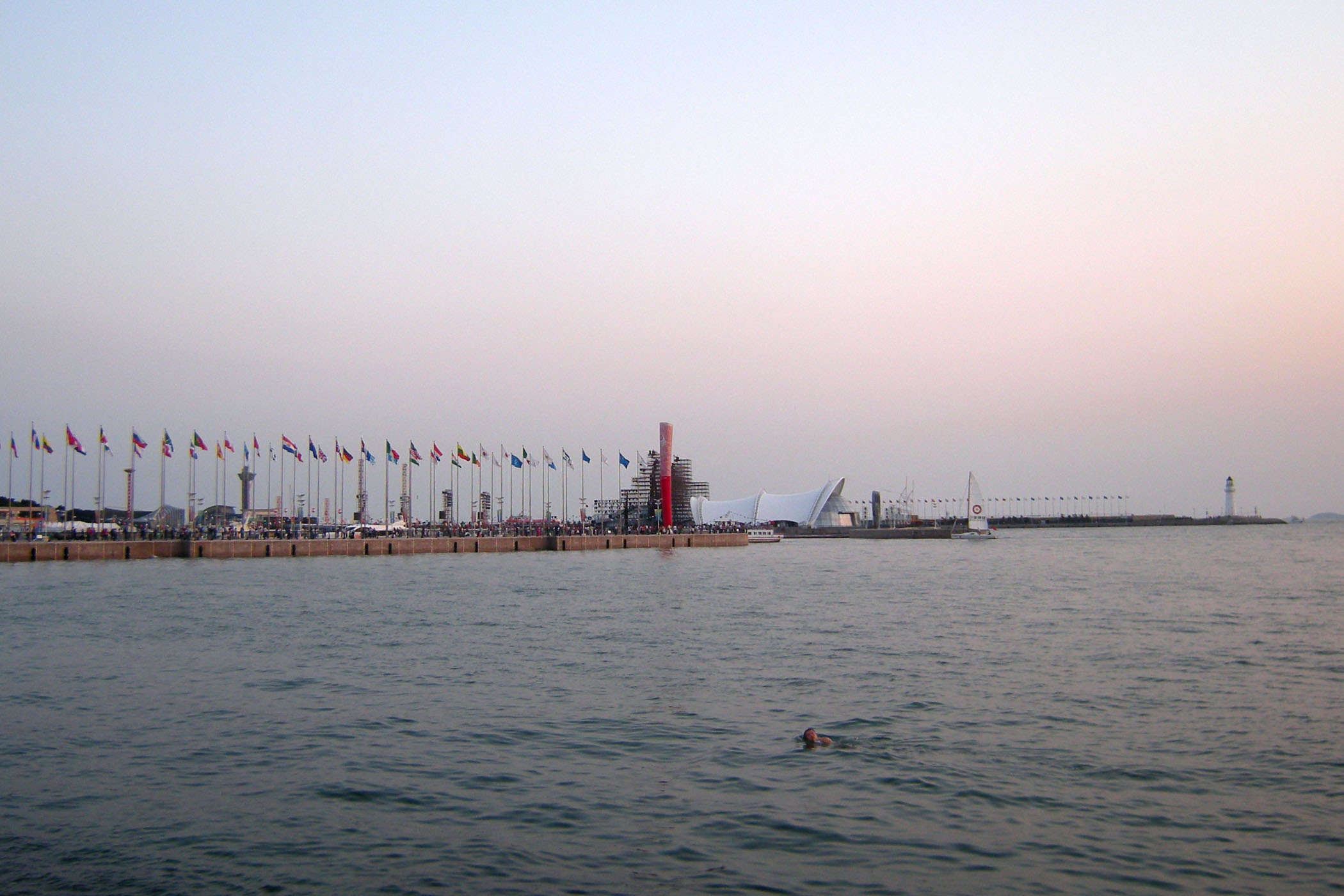
Centro Olímpico de Vela de Qingdao

El Centro de Vela Internacional de Qingdao es una instalación deportiva para la práctica de la vela en la ciudad costera de Qingdao (China) donde se celebraron las competiciones de vela de los Juegos Olímpicos de 2008. 
Cuenta en total con una superficie de 45 hectáreas, dos tercios de las cuales serán dedicadas a las competiciones. En tierra se encuentran los edificios de administración, el centro de prensa, el centro de logística, el centro de atletas y las graderías. Junto al mar están dos diques rompeolas y el muelle principal. 
Está ubicado en el Puerto Deportivo Internacional de Qingdao, bahía de Fushan, al sur de la ciudad china.
- Datos: Q1252041
- Multimedia: Qingdao International Sailing Centre / Q1252041